# Hyalopeplus
Hyalopeplus is een geslacht van wantsen uit de familie van de Miridae (Blindwantsen). Het geslacht werd voor het eerst wetenschappelijk beschreven door Carl Stål in 1870.

## Soorten
Het genus bevat de volgende soorten:

- Hyalopeplus aneityunensis Carvalho & Gross, 1979
- Hyalopeplus clavatus Distant, 1909
- Hyalopeplus cuneatus Carvalho in Carvalho & Gross, 1979
- Hyalopeplus grandis Carvalho & Gross, 1979
- Hyalopeplus guamensis Usinger, 1946
- Hyalopeplus hebridensis Carvalho & Gross, 1979
- Hyalopeplus kandanensis Carvalho & Gross, 1979
- Hyalopeplus lineifer (Walker, 1873)
- Hyalopeplus longirostris Odhiambo, 1958
- Hyalopeplus loriae Poppius, 1912
- Hyalopeplus madagascariensis Carvalho & Gross, 1979
- Hyalopeplus malayensis Carvalho & Gross, 1979
- Hyalopeplus marquesanus Carvalho & Gross, 1979
- Hyalopeplus matocqi Cherot, 1996
- Hyalopeplus nigrifrons Hsiao, 1944
- Hyalopeplus nigroscutellatus Carvalho & Gross, 1979
- Hyalopeplus pellucidus (Stål, 1859)
- Hyalopeplus rama (Kirby, 1891)
- Hyalopeplus rubroclavatus Carvalho & Gross, 1979
- Hyalopeplus rubrojugatus Carvalho & Gross, 1979
- Hyalopeplus samoanus Knight, 1935
- Hyalopeplus similis Poppius, 1912
- Hyalopeplus smaragdinus Roepke, 1919
- Hyalopeplus spinosus Distant, 1904
- Hyalopeplus tongaensis Carvalho & Gross, 1979
- Hyalopeplus tutuilaensis Carvalho & Gross, 1979